# 马雅斯特尔
马雅斯特尔（法語：Majastres，法語發音：[maʒastʁ]）是法国上普罗旺斯阿尔卑斯省的一个市镇，属于迪涅莱班区。

## 地理
马雅斯特尔（43°54'48"N, 6°17'20"E）面积29.85 平方千米，位于法国普罗旺斯-阿尔卑斯-蓝色海岸大区上普罗旺斯阿尔卑斯省，该省份为法国东南部内陆省份，北起上阿尔卑斯省，西接沃克吕兹省，西北接德龙省，南至瓦尔省，东临滨海阿尔卑斯省，东北部与意大利接壤。
与马雅斯特尔接壤的市镇（或旧市镇、城区）包括：布略、埃斯图布隆、穆斯捷圣玛丽、韦尔东河畔拉帕吕、圣瑞尔、瑟内。

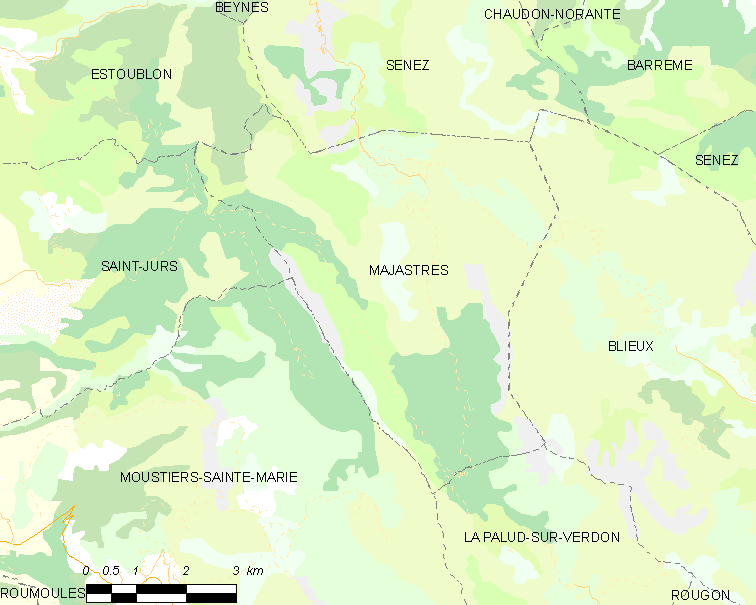
马雅斯特尔的OSM定位图

马雅斯特尔的时区为UTC+01:00、UTC+02:00（夏令时）。

## 行政
马雅斯特尔的邮政编码为04270，INSEE市镇编码为04107。

## 政治
马雅斯特尔所属的省级选区为里耶兹县。

## 人口

1962-2008年间马雅斯特尔人口变化图示

马雅斯特尔于2022年1月1日时的人口数量为5人。